# Mary Young Cheney Greeley
Mary Young Cheney Greeley (20 de octubre de 1811 - 29 de octubre de 1872) fue una suffragette y maestra estadounidense, esposa del político y editor Horace Greeley.

## Biografía
Greeley, de soltera Cheney, nació el 20 de octubre de 1811. Poco se sabe de sus primeros años de vida. Fue brevemente maestra de escuela, más tarde suffragette y ocasionalmente espiritualista.
Se casó con el político y editor Horace Greeley en Warrenton, Carolina del Norte, el 5 de julio de 1836. Aunque su esposo no apoyaba el derecho al voto para las mujeres, Mary había firmado una petición a favor del sufragio femenino, algo que deterioró fuertemente la relación entre ambos. Esto llevó a que Mary realizara su labor de activismo sin contar con el beneplácito de su esposo. Aunque en algunos momentos la situación económica no era la mejor, Mary constantemente se encontraba embarazada. Cinco de sus siete hijos murieron muy jóvenes, y en algunas de sus muertes se vio implicada la negligencia de Horace Greeley.
Mary sufrió de enfermedad pulmonar durante los últimos 20 años de su vida. Falleció el 30 de octubre de 1872. Su marido, que por ese entonces era candidato a la presidencia de los Estados Unidos, murió treinta días después.